# Михеев, Иван Васильевич

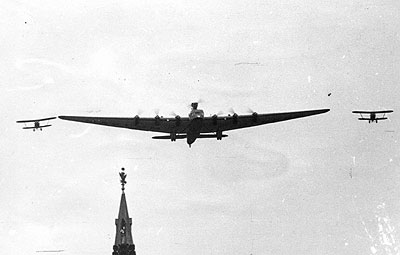
АНТ-20 в сопровождении двух И-5 над Красной площадью

Иван Васильевич Михеев (1898—1935) — советский лётчик-испытатель. Погиб при катастрофе самолёта АНТ-20 «Максим Горький».

## Биография
Родился в 1898 году в деревне Наволок Песчанской волости (ныне Карелия) в семье сапожника. До 1914 года семья переехала в Москву.
Окончил начальное училище, потом работал в кузнице на гвоздильном заводе. В годы Первой мировой войны служил в армии телефонистом и шофером. В Красной Армии — со дня её создания.
С детства увлекается авиацией. Поступив на Центральный аэродром, Иван стал мотористом. В Московской авиационной школе воздушного боя и бомбометания он собрал аэроплан из обломков потерпевших аварии и списанных аппаратов и начал тайком самостоятельно летать. Таким образом совершил около 200 полетов, прежде чем об этом узнало начальство.
В 1923 году Михеев перешел из военной авиации в гражданскую — в только что созданный «Добролёт». В 1925 году принял участие в групповом перелете «Москва-Пекин» в качестве бортмеханика Ю-13 «Правда» (пилот — И. К. Поляков). По возвращении из перелета, награждённый орденом Красного Знамени, он получил разрешение переучиться на пилота, специальностью которого овладел за три месяца вместо двух-трех лет. За десять лет своей пилотской деятельности Михеев достиг вершин профессионализма. В числе первых полярных летчиков он вёл разведку тюленьих пастбищ в Белом море, выполнял полеты высочайшего класса сложности.
6-12 июня 1929 года М. М. Громов и И. В. Михеев на АНТ-9 «Крылья Советов» выполнили перелет Москва-Севастополь-Москва. В июле-августе этот же экипаж на АНТ-9 выполнил международный перелет Москва—Травемюнде—Берлин—Париж—Рим—Марсель—Лондон—Париж—Берлин—Варшава—Москва. 25 сентября 1929 года Михеев поднял в воздух первый советский винтокрылый аппарат КАСКР-1. С 31 января по 6 марта 1931 года Михеев с механиком В. И. Монаховым на АНТ-9 выполнил перелет из Москвы в Обдорск и обратно для вывозки пушнины.
18 августа 1933 года СССР впервые отмечал День авиации и Советское правительство наградило орденами группу работников гражданской авиации. Высшей Награды Родины — ордена Ленина был удостоен один пилот Аэрофлота — Иван Васильевич Михеев. Именно ему было доверено управлять АНТ-14 «Правда» — флагманом Особой сводной авиационно-воздухоплавательной эскадрильи имени М. Горького, созданной 17 марта 1933 года при Главном управлении ГВФ.
Погиб Иван Васильевич 18 мая 1935 года при выполнении полета на АНТ-20 «Максим Горький».

### Катастрофа
18 мая 1935 года Н. С. Журов и пилот агитационной эскадрильи И. В. Михеев выполняли демонстрационный и одновременно приёмо-сдаточный полёт самолёта АНТ-20 «Максим Горький». Сопровождавший полёт на истребителе И-5 лётчик Н. П. Благин, по неустановленным причинам начавший выполнять рядом с крылом АНТ-20 фигуры высшего пилотажа, совершил ошибку пилотирования и направил свой истребитель в сопровождаемый им самолёт. На борту, кроме экипажа в 11 человек, находилось 38 пассажиров, большинство — работники ЦАГИ и их дети, все они погибли. Второй самолёт сопровождения, пилотируемый В. В. Рыбушкиным, нёс кинооператора, запечатлевшего полёт и катастрофу. По официальной версии (сообщение ТАСС):
Несмотря на категорическое запрещение делать какие-то ни было фигуры высшего пилотажа во время сопровождения самолёта, летчик Благин нарушил этот приказ и стал делать фигуры высшего пилотажа в непосредственной близи от самолета «Максим Горький» на высоте 700 м. При выходе из мертвой петли летчик Благин своим самолетом ударил в крыло самолета «Максим Горький». Самолёт «Максим Горький» вследствие полученных повреждений от удара тренировочного самолёта стал разрушаться в воздухе, перешел в пике и отдельными частями упал на землю в поселке «Сокол», в районе аэропорта… При столкновении в воздухе также погиб летчик Благин, пилотировавший тренировочный самолет.

## Интересный факт
14-16 февраля 1929 года Михеев спас жизнь учительнице Канзанаволокской начальной школы — Александре Громцовой, которой требовалась срочная операция в клинике. Вылетев из Москвы, в сплошном снегопаде Михеев отыскал в лесном массиве городок Пудож, удаленный от столицы на 850 км, и вовремя сумел доставить больную в Ленинград.
В те дни в Пудоже проходила районная партийная конференция. Когда в президиуме стало известно о несчастном случае с Громцовой, было решено незамедлительно обратиться за помощью в соответствующие учреждения СССР. В Москву, в наркоматы здравоохранения и просвещения, а также в авиационное общество «Добролет» ушли телеграммы следующего содержания: «Трудящиеся Пудожа просят выслать самолет для оказания медицинской помощи тяжело больной учительнице…» Ответ не заставил себя долго ждать: «Самолет вылетит во вторник через Ленинград». Выбор пал на пилота гражданской авиации Ивана Васильевича Михеева. Его крылатая машина, совершила посадку на снежную пойму излучины реки Водлы, лежащей между деревнями Заречье и Соборная Гора.
Информация об этом полете Михеева в Пудож была опубликована в журнале «Вестник воздушного флота» № 4 за 1929 год:

«Полет этот как в техническом отношении, так и по метеорологическим условиям и самой цели своей был чрезвычайно труден. Однако летчик Михеев вследствие своей выдержки и опытности с честью вышел из всех трудностей и отлично выполнил возложенное на него задание, тем самым вписав ещё одну страницу в книгу достижений нашей молодой советской гражданской авиации».

## Память
- Имя Ивана Михеева было присвоено первому серийному АИР-6, входившему в состав агитэскадрильи им. Максима Горького.
- Имя Ивана Михеева было присвоено судоверфи в Горьковской области (ныне не существует) и посёлку Михеева в Воскресенском районе ныне Нижегородской области

## Награды
- Награждён орденом Ленина и орденом Красного Знамени.